# Makedonien (historisk region)
Makedonien (grekiska: Μακεδονία) är det hos Herodotos först förekommande namnet för en geografisk och historisk region på Balkan i sydöstra Europa. Området omfattas av bäckenen till floderna Bistrica/Aliakmonas, Vardar/Axios (Vardaris) och Struma/Strymon (i öst-västlig riktning) och slätterna kring Thessaloniki och Serrai. Floden Mesta bildar gräns mot Thrakien och berget Olympen mot Thessalien. I äldsta tider bar landet det hos Homeros förekommande namnet Emathia, senare ett landskapsnamn för den mellersta delen kring floden Ludias.
Från mitten av det 4:e århundradet före Kristus blev det antika kungariket Makedonien, i det som idag är det grekiska Makedonien, den dominerande makten i Grekland och de angränsande regionerna. Gränserna har därefter varierat mycket genom åren. Efter att tidigare ha varit en del av Romarriket, Bysans och Osmanska riket kom Makedoniens territorium att efter balkankrigen 1912–1913 huvudsakligen ligga i Grekland, Serbien (sedan 1991 nuvarande Nordmakedonien) och Bulgarien.

## Etymologi
Enligt grekisk mytologi var Makedon namnet på stamhövdingen för makedonierna, som bebodde sydvästra Makedonien.
Namnet på folkstammen makedonier härleds av vana från den urindoeuropeiska roten *mak-, som betyder "lång" eller "hög", som återfinns i homerisk och dorisk grekiska som ordet makednos eller i attisk grekiska mêkedanos "lång, hög" och doriska makos, attiska mêkos "längd". Det har vanligtvis förklaras med att det ursprungligen betytt "de högvuxna" eller "högländare". Men lingvisten Robert SP Beekes tvivlar på dess grekiska ursprung och hävdar att enligt morfologisk analys är make- (root) + -dnos (suffix) omöjlig i ett indoeuropeiskt ord och att det är mer sannolikt att ordet har en för- grekisk etymologi. Även andra hypoteser förekommer.

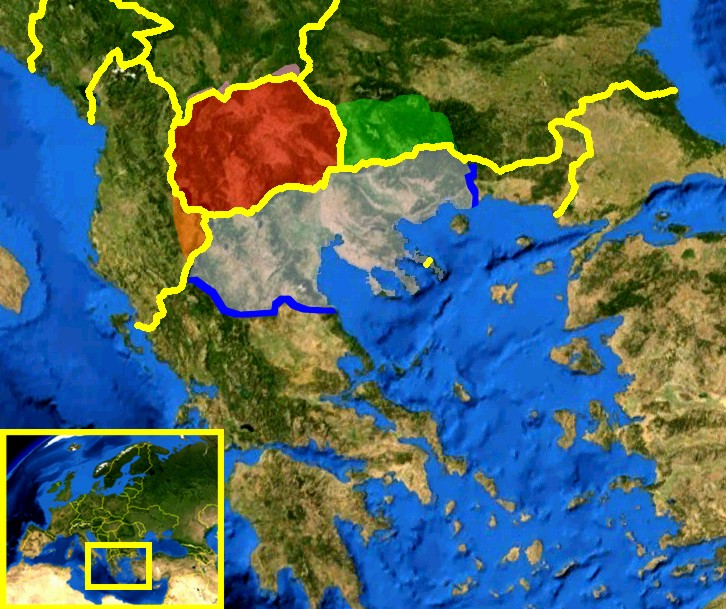
Större underregioner:
Mindre delar:

| Kungariket Makedonien                     | Romersk provins |
| Bysantinsk region                         | Osmansk region  |
| Makedoniens utsträckning genom historien. |                 |

|  | Egeiska Makedonien (Grekiska Makedonien i Grekland) |

|  | Pirinmakedonien (Blagoevgradregionen i Bulgarien) |

|  | Vardar Makedonien (nuvarande republiken Nordmakedonien) |

|  | Mala Prespa och Golo Brdo (i Albanien) |

|  | Gora och Prohor Pchinski (i Serbien) |

## Nationalism
Under den sakta men pågående kollapsen av det Osmanska riket pågick ett nationellt uppvaknande bland den kristna befolkningen, både inom och utanför det Osmanska Makedonien.
Efter att Grekland (1828), Serbien (1830) och Bulgarien (1878) blivit självständiga från Osmanska rikets styre ställdes territoriella anspråk på Makedonien. Den så kallade "makedonska frågan" uppstod. Grekland, Bulgarien och Serbien strävade var för sig att ockupera en så stor del av Osmanska Makedoniens territorium som möjligt, samtidigt som de ville förhindra en makedonsk självständighet.
De konkurrerande nationalistiska idéerna om Makedonien vid tiden för framväxandet av nationalstaterna på balkanhalvön har inslag av både chauvinism, imperialism och kolonialism men är sinsemellan oförenliga.
I Aten utvecklade sig argumenten enligt följande:
- Antikens makedonier var etniska greker.
- Medeltidens slaver och bulgarer konverterades kulturellt till bysantinsk hellenism och assimilerades etniskt.
- Slavisktalande makedonier var inte nödvändigtvis bulgarer eller slaver. Med hänsyn tagen till deras lojalitet till patriarken och deras aktiva bidrag vid grekernas uppror under 1800-talet, är det tydligt att de utöver alla tvivel var etniska greker.

I Sofia brydde man sig inte om de antika makedonierna, men hävdade att:
- Medeltidens slaver i Makedonien absorberades av bulgarerna, men de sistnämnda assimilerades inte av vare sig greker eller serber.
- Trots trohet till, de av greker dominerade, ekumeniska Patriarkatet, var de slaviskt talande bulgariska makedonierna en separat folkgrupp, som vid senare delen av 1800-talet bebodde största delen av Makedonien, men som misslyckades att införlivas i Bulgarien.

Vid slutet av 1800-talet utvecklade serberna också sina egna teorier om identiteten på Makedoniens befolkning. De försökte att visa att:
- Medeltidens makedonska slaver var etniska serber. Faktum är att serberna kom att behärska Makedonien vid 1300-talet efter bulgarernas styre; således kunde de inte ha assimilerats av de sistnämnda som blev utslängda kring tidigt 1000-tal.
- De bevarade en separat serbisk kultur, ett språk som var snarlikt det serbiska och kallades för ”serber” sedan århundraden tillbaka.
- Makedonska slaver benämndes inte som bulgarer förrän vid mitten av 1800-talet.

Det serbiska synsättet övergavs för alltid efter andra världskriget, som därefter ersattes av historiker från det jugoslaviska Nordmakedonien, som tog upp och omdanade de teorier, som i det förflutna huvudsakligen hade stöttats av kommunisterna.
Deras huvudsakliga uppgift har varit att visa att:
- Antikens makedonier inte var etniska greker.
- Medeltidens slaver assimilerade de antika icke-grekiska makedonierna, men absorberades inte av vare sig bulgarer, serber eller greker.
- I slutet av 1800-talet då den kompakta och tydligt avgränsade slavisk talande makedoniska folkgruppen som på ett överväldigande sätt var större än den grekiska, blev företrädare för den makedoniska nationalkänslan, men de etniska makedonierna, som hade missat att få sin självständighet 1903, delades 1913.

Syftet med de nationalistiska idéerna var att legitimera en ockupation av Makedoniens territorium och befolkning. Av de olika nationalistiska idéerna kan man utläsa att den befolkningen som avses är ett och samma folk.
Republiken Makedonien vill att grannländerna Grekland och Bulgarien ska låta befolkningen i Makedonien själva välja sin nationalitet som en naturlig del i respekten av de mänskliga rättigheterna. Grekland och Bulgarien vill fortfarande behålla status quo och använder de olika nationalistiska idéerna om Makedonien för sina politiska syften.
Se vidare: makedonska namnkonflikten.

## Terminologi
Anhängare till de olika nationalistiska idéerna om Makedonien, som inbördes är oförenliga, använder olika benämningar för att försvara de teorier och dogmer vid beskrivning av makedonsk historia, befolkning, kultur och språk. Detta resulterar ofta i att makedonska, bulgariska och grekiska historiker anklagar varandra för historieförfalskning.
Bulgariska nationalister ser makedonierna som etniska bulgarer och benämner makedonierna som ”bulgariska makedonier”, ”väst-bulgarer” eller ”bulgariska separatister”. Makedonskan ses som en ”bulgarisk dialekt”. Ordet bulgarisk sätts före allt som anses tillhöra den bulgariska etniciteten.
Bulgarisk nationalistisk terminologi används främst i Bulgarien och bland bulgariska nationalister.
En del greker, som vill ha ensamrätt på ordet Makedonien, avser Makedonien endast ”Grekiska Makedonien” eller kungariket i antiken. Med makedonier avses antikens makedonier eller personer ifrån den grekiska delen av det historiska landskapet Makedonien.
Makedonier benämns i grekiska nationalisters terminologi som ”slaver”, ”makedonska slaver”, ”slaviska stammar”, ”slavofona greker”, ”skopjans”, ”bulgarer” alternativt ”serber” om de inte helt förnekas eller ignoreras.
Grekisk terminologi används i Grekland av anhängare till panhellenistiska idéer och ger uttryck för den grekiska tolkningen av nationen och historiesynen. Samma terminologi har under flera decennier oreflekterat anammats i encyklopedier, tidningar och böcker i hela världen.
Orden grekisk och hellenistisk sätts före allt som anses vara etniskt grekiskt eller exklusivt tillhör den grekiska historien såsom ”grekiska makedonier”, ”grekiska antika makedonier”, ”grekisk bysantism”, ”hellenistiska stater”, ”hellenistiska kungar”.
Makedonska historiker använder benämningen makedonska i stället för hellenistiska för de kungariken som uppstod och styrdes av makedonska dynastier efter Alexander den stores död.
Makedonska och bulgariska historiker använder de geografiska beteckningarna ”Vardar Makedonien”, ”Pirin Makedonien” och ”Egeiska Makedonien” för att namnge de delar som Makedoniens territorium uppdelades i efter balkankrigen 1913, medan grekiska historiker och politiker använder politisk-etniska benämningar som ”Grekiska Makedonien”, ”Bulgariska Makedonien” och ”Serbiska eller Jugoslaviska Makedonien” samt nu även ”Skopjestaten” eller akronymen ”FYROM” (the former Yugoslav Republic of Macedonia) i stället för Nordmakedonien.

## Demografi

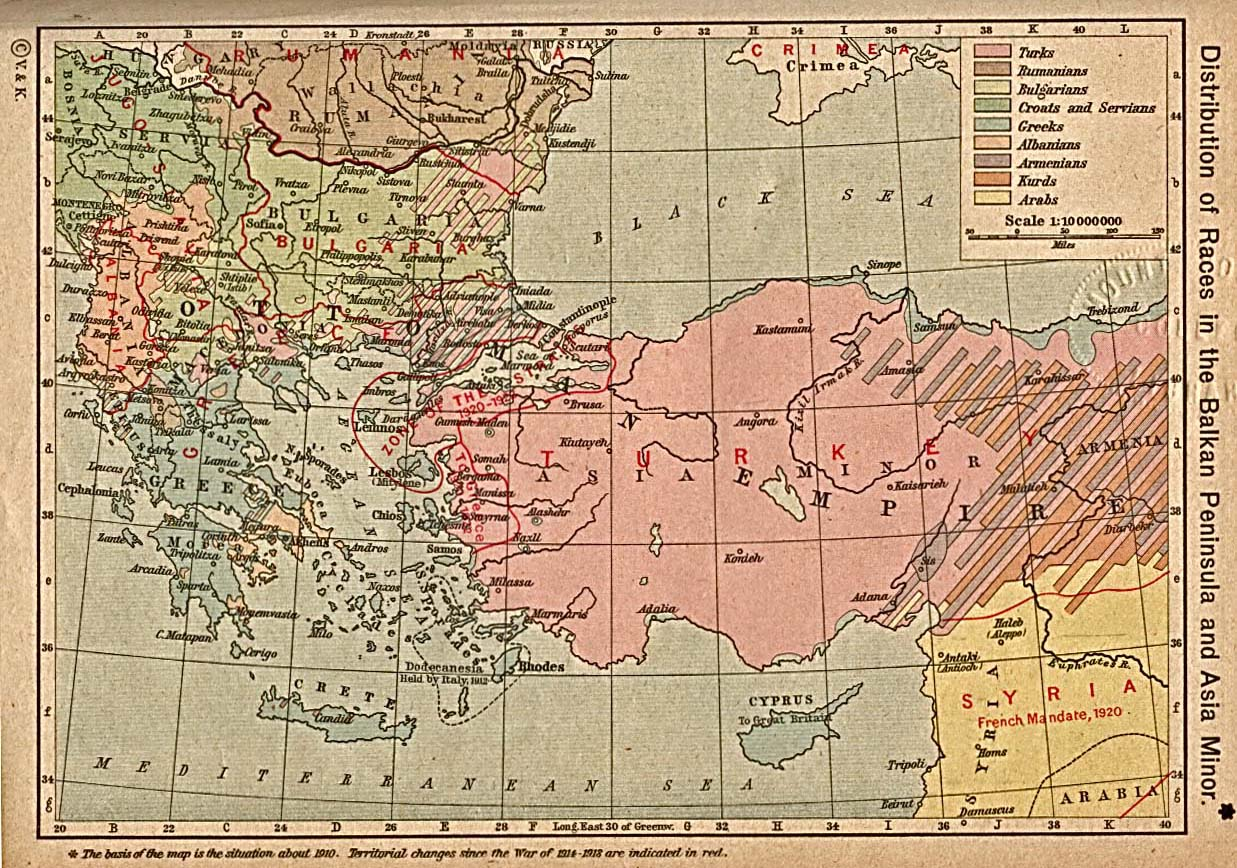
"Distribution of races in the Balkan Peninsula and Asia Minor in 1923", historisk atlas av William R. Shepherd, New York (kartan visar inte resultatet av omflyttning av greker och turkar).

Som en region med många olika kulturer har Makedonien en varierande demografisk profil. Greker utgör majoritetsbefolkningen och bor nästan uteslutande inom Greklands gränser. Makedoniska slaver är den näst största gruppen inom regionen och utgör majoritetsbefolkningen i det som numera är Nordmakedonien.
De flesta av de slaviska makedonierna ser sig själva som en egen etnisk grupp, något som anses kontroversiellt av många bulgarer och greker, som anser att de är en del av någon större folkgrupp, för det mesta bulgarerna. Själva kallar de sig "etniska makedonier", något som greker ofta starkt motsätter sig när det används för att beskriva den slaviska majoriteten i den nuvarande republiken Makedonien eller den motsvarande minoriteten i norra Grekland. Grekland anser att denna användning felaktigt beskriver det faktum att Makedonien bebos av många olika folkslag, och att ingen av dessa ska ha rätten att ensamma förknippas med områdets långa historia med undantag för makedonierna som levt i området sedan antiken. Själva språket som talades under antiken i Makedonien var en grekisk dialekt. Alla texter från makedonska poeter och makedonska filosofer är skrivna på det grekiska språket vilket stärker Greklands åsikt om den makedonska frågan. På 500-talet deltog Makedonien i de olympiska spelen, som i någon mån bekräftade deras tillhörighet till den grekiska kultursfären, eftersom endast greker tilläts delta i spelen vid Olympia. Makedoniska kungafamiljens ursprung var från staden Argos i södra Grekland och därför kallades de för Argeadai och Temenidai. Symbolerna som användes stärker grekiska sidans synpunkter, då stjärnorna var grekernas identifieringssymbol under det Trojanska kriget. Även kung Filip II:s vapensköld avbildar en maiandros (grekiska nyckeln) som anses vara hellenismens officiella symbol.

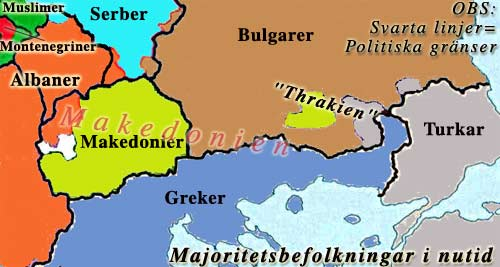
Makedonien idag: Folk, språk och stater.

I den bulgariska regionen Blagojevgrad, som även är känt som "Pirin" bor en liten grupp makedoniska slaver om runt 3000 personer. Frågan om det egentliga antalet makedoniska slaver i det grekiska Makedonien har varit en mycket omdiskuterad fråga eftersom Greklands folkräkningar inte inkluderat statistik om nationalitet och modersmål sen 1950-talet. Människorättsorganisationen Human Rights Watch publicerade en rapport 1994 som uppskattade antalet makedoniska slaver i regionen till runt 10 000. Den grekiska regeringen hävdar dock att dessa slaver inte består av en sammanhållen etnisk gruppering som kan betraktas som makedonsk. Ett litet politiskt parti av slaviska makedonier s.k. Ouranio Toxo existerar dock i Grekland, men har aldrig fått mer än 6 000 röster.
De övriga två större etniska grupperna i området är bulgarer, som utgör huvuddelen av befolkningen i bulgariska Makedonien och en liten minoritet om 5000 personer i den nuvarande republiken Makedonien, samt albaner, som är i majoritet i de västra och sydvästra delarna av republiken Makedonien, och utgör 25% av dess befolkning.
Etniska minoriteter av albaner, turkar, vlacher, romer, serber och bosnier bor i Makedonien.
De flesta av invånarna är kristna östortodoxa och tillhör den makedonska, grekiska eller bulgariska ortodoxa kyrkan.
Det finns en stor minoritet av sunnimuslimer, som i huvudsak är turkar, albaner och romer samt makedonska muslimer som även kallas pomaker, torbesjer eller goraner.

## Historia

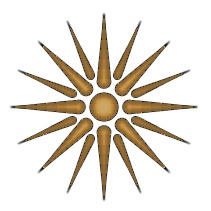
Verginasolen, det antika Makedoniens symbol

Benämningen Makedonien har inte alltid använts som det görs idag. Det antika kungariket Makedonien omfattade, i sitt tidigaste skede, endast en del av den nuvarande regionen. Senare, under medeltiden, användes namnet för ett område i södra Trakien och Rodopibergen, ett område som nu är uppdelat mellan Bulgarien, Grekland och Turkiet, medan dagens region hade andra benämningar då givna av Bysans och av de slaviska kungadömen som styrde regionen.

### Förhistoria
Utanför byn Stamer nära Delčevo har hittats djurben som är mellan fem och tio miljoner år gamla. Fossil från antiloper, förhistoriska noshörningar, elefanter, sabeltandade tigrar och Europas första förhistoriska giraffer har upptäckts.

#### Äldre stenålder

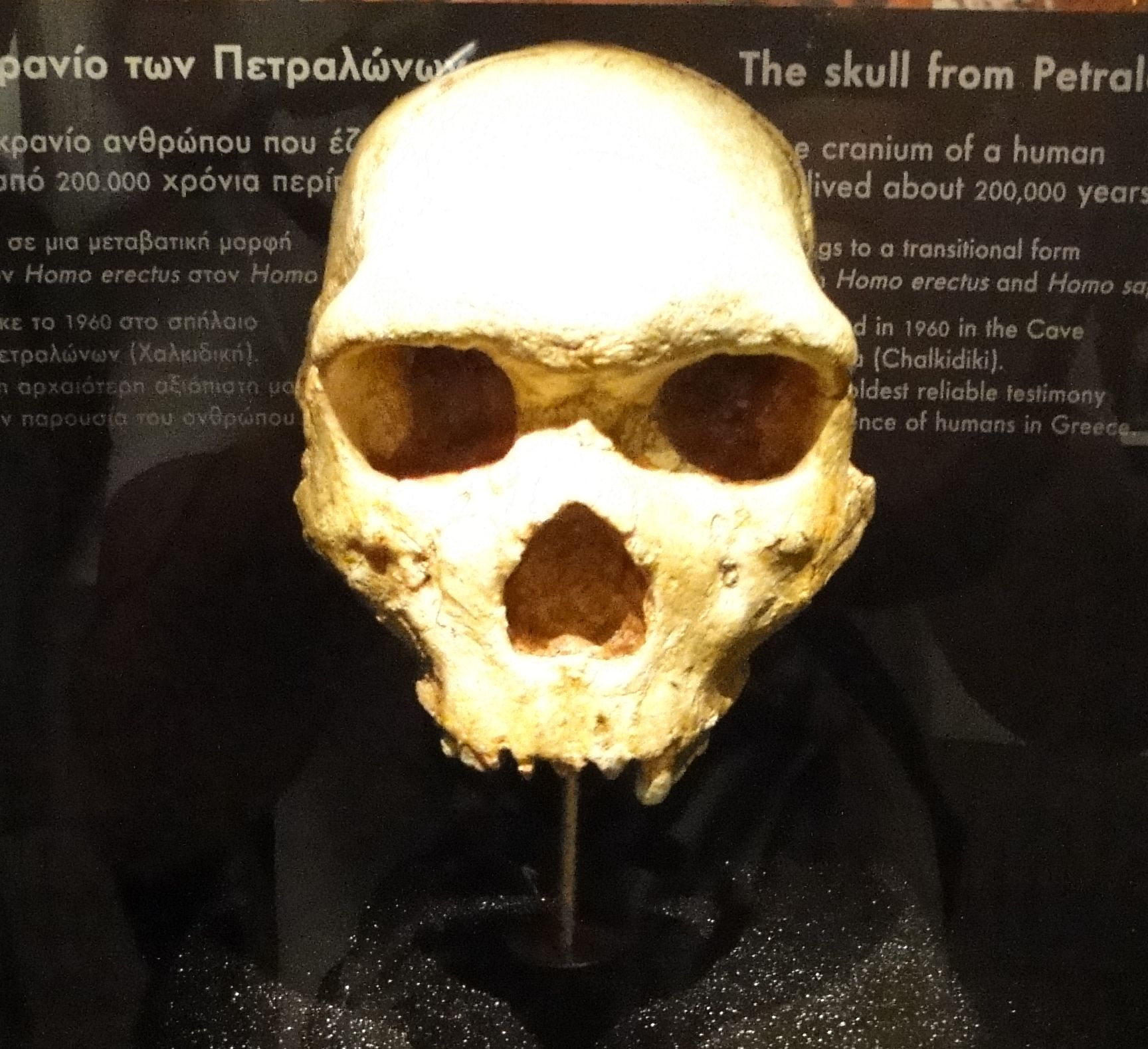
Petralonaskallen. Arkeologiska Museet i Thessaloniki.

Det äldsta fyndet på intelligent mänsklig närvaro i Makedonien från äldre stenålder kom med en fåraherdes upptäckt 1959, av en grotta med stalaktiter och stalagmiter, i vilken en av byborna, Christos Sariannidis, 1960 fann ett mänskligt kranium utan underkäke. Skallen som först ansågs vara mellan 160 000 och 240 000 år gammal, anses idag vara över 700 000 år. 1976 namngavs fyndet släktet Archanthropus och arten Archanthropus europaeus petraloniensis, men oberoende forskare anser att det rör sig om Homo erectus, eller klssisk Neanderthalare (Homo neanderthalensis), eller möjligen Homo sapiens, och att åldern överdrivits, och mer försiktiga gissningar daterar åldern till mellan 200 000 och 400 000 år. Fyndets omstridda ålder och arttillhörighet har blivit ett av argumenten som ifrågasätter att det mänskliga släktet skulle ha utvecklats i Afrika.. Kraniet hittades i Petralona droppstensgrotta, på berget Katsika i Halkidiki.
Mänskliga redskap som är 100 000 år gamla är funna i Siatista utanför Kozani i dagens Grekland.

#### Mellanstenåldern
Genetiska studier visar att folken från Makedonien och södra balkanhalvön utgör Europas äldsta befolkning i det mänskliga släktträdet. Antropologer tror att jordbruket uppstod i mellanösterns bördiga halvmåne och kom till Europa för ungefär 10 000 år sedan. Från Makedonien, Albanien och Grekland spreds jordbruket 8 000 f.Kr, till övriga Europa, med en hastighet av cirka en kilometer per år. Balkanhalvöns troligtvis äldsta neolitiska människa är upptäckt i Grncarica vid byn Krupiste nära Štip

#### Yngre stenålder
Makedonien har varit bebott sen åtminstone yngre stenåldern.
I dag anses de fåtaliga och traditionellt nomadiserande grekisktalande vlacherna sarakatsani eller karakachani i och omkring Makedonien antropologiskt vara Europas äldsta folkgrupp.
Makedoniens äldsta hittade musikinstrument är en flöjt från 4 000–5 000 f.Kr. från den arkeologiska platsen Mramor nära byn Čaška.
Lerkärl, koppar och krossade vindruvor har hittats i fyndplatsen Dikili Tash som tyder på att vin eller druvsaft har druckits i östra Makedonien för 6 500 år sedan.
Utanför Kumanovo, nära byn Staro Nagoricane på 1 013 meter över havet finns Kokino ett 3 800 år gammalt astronomiskt observatorium vilket är äldre än Stonehenge.

### Det antika grekiska kungariket Makedonien

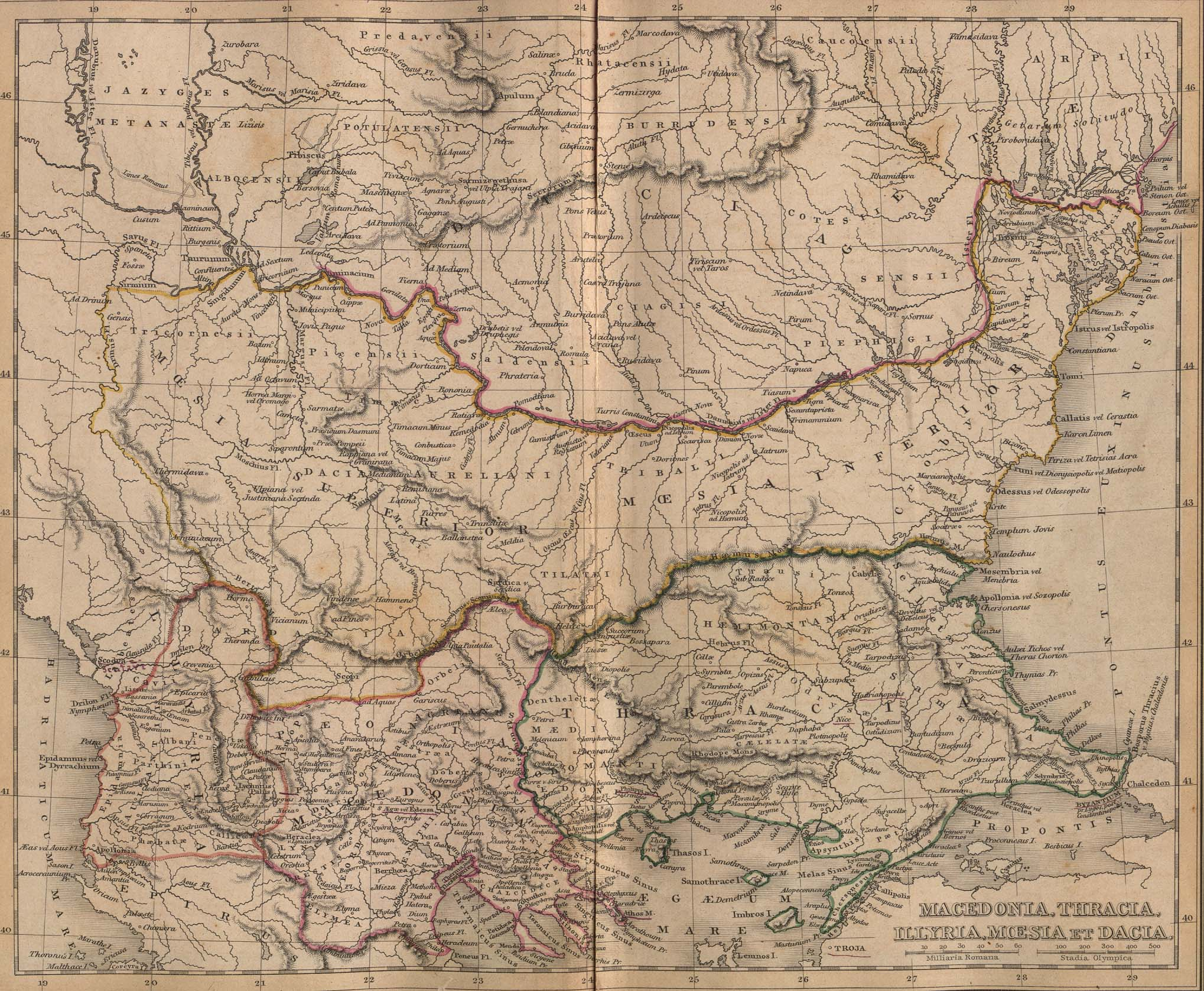
Det klassiska Makedonien med omgivningar, från Alexander Findlays Classical Atlas to Illustrate Ancient Geography, New York, 1849

Makedoniens landområde har under olika tider förändrats mycket. Gränsen i öster utgjordes nämligen i äldre tid av floden Axios, men framflyttades genom landvinningar från Thrakien redan tidigt till floden Strymon och under Filip II av Makedonien ända till floden Nestos. Även det i norr tillstötande Paionien och den på södra sidan emellan thermaiska och strymonska havsviken utskjutande stora halvön Chalkidike jämte delar av Illyrien införlivades av Filip II med det makedonska riket.
Statsförfattningen synes av ålder ha varit en genom en mäktig adel inskränkt monarki och jämförs av Aristoteles med den spartanska. Sagorna omtalar även här en invandring av heraklider.
Som grundläggare av det makedonska grekiska riket namnges hos Herodotos Perdikkas I (omkring 700 f.Kr.). Landets hela äldre historia är emellertid insvept i dunkel. Makedoniens dokumenterade historia börjar med uppkomsten av det antika kungariket Makedon, i det som idag är det grekiska Makedonien. Runt 500 f.Kr. lydde det makedonska kungariket under det persiska riket, men spelade ingen viktig roll i krigen mellan perser och greker. Dess självständighet hotades ständigt starkt av perserna, och konung Alexander I av Makedonien (död 450 f.Kr.) såg sig tvungen att som persisk vasall deltaga i Xerxes I härnadståg mot Grekland (480 f.Kr.).
Alexander I var den första makedonske kungen som hade betydande inflytande i antikens politik, genom att förespråka införande av attiskt språk och kultur. Det hellenistiska inflytandet på Makedonien ökade under detta århundrade. Efter slaget vid Plataiai (479 f.Kr.) och den persiska härens därpå följande avtåg återvann Makedonien sin självständighet. I Greklands angelägenheter invecklades Makedonien åter under Perdikkas II (454–413 f.Kr.), vilken under Peloponnesiska kriget skiftevis understödde Aten och Sparta. Dennes son Archelaos I av Makedonien var en despotisk, men kraftfull och upplyst regent, vilken inte bara strävade efter att höja landets materiella välstånd och förbättra dess krigsmakt, utan även gynnade konster och vetenskaper och införde grekisk bildning. Efter hans död (399 f.Kr.) följde en lång tid av inre förvirring och blodiga tronstrider, vilka efter hand fick en ända då Filip II av Makedonien (359–336 f.Kr.) som förmyndare för sin brorson Amyntas IV begagnade tillfället att själv ta makten, och som finansierade en kostsam belägring av Byzantium genom sjöröveri.

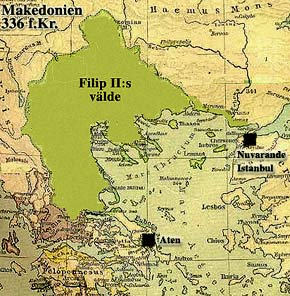
Makedonien vid kung Filip II:s död

Med Filip II vidtar Makedoniens stormaktsperiod. Genom lyckosamma krig och skicklig statskonst vidgade han sitt rikes gränser åt alla håll och lyckades efterhand att även lägga Grekland (utom Sparta) under sin lydnad efter slaget vid Chaironeia,
338 f.Kr. Genom hans son Alexander den stores (336–323 f.Kr.) erövringar höjdes Makedonien för en kort tid till huvudland i ett världsrike, bland annat omfattande persiska riket, Egypten och områden som sträckte sig ända till dagens Indien. Trots att Alexanders storslagna erövringar befrämjade en gemensam identitet och hjälpte till att sprida gemensam hellenistisk kultur och filosofi till Mellanöstern, kollapsade hans imperium efter hans död och delades upp mellan hans generaler (diadochi), som etablerade nya stater och dynastier. De största av dessa var Antigonos, Antipatros, Lysimachos, Ptolemaios och Seleukos. Själva Makedonien ärvdes av Kassandros, som var dess härskare till sin död 297 f.Kr. Antigonos II tog över kontrollen 277 f.Kr. efter ett inbördeskrig och åtnjöt en lång och förhållandevis framgångsrik regeringsperiod till 239 f.Kr. trots att många av de tidigare underkuvade grekiska stadsstaterna gick förlorade. Hans efterföljare Antigonos III (regerade 229–221 f.Kr.) befäste åter makedonsk dominans inom regionen.

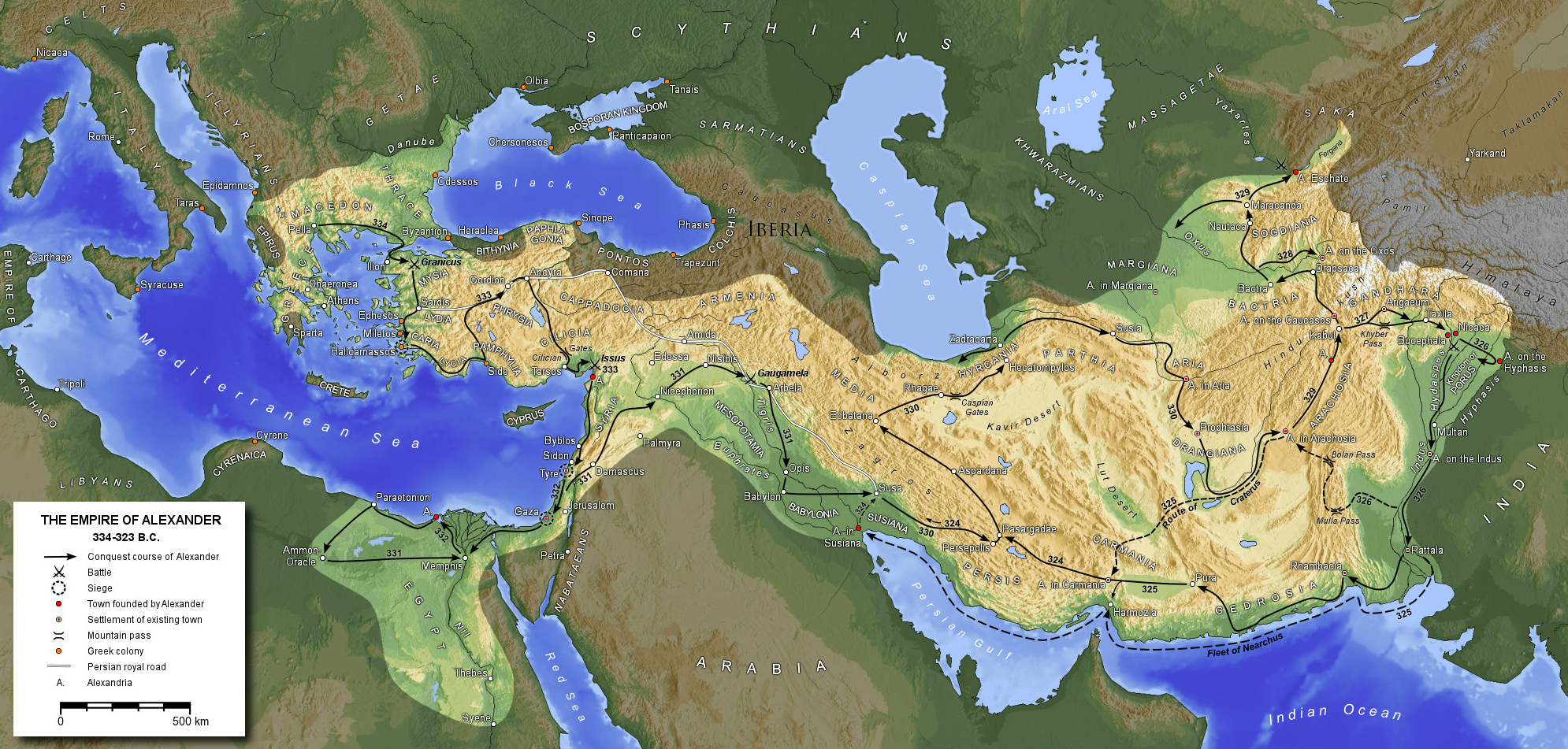
Alexanders välde

Herraväldet över Grekland var fortfarande ett mål för de makedonska konungarna (Demetrios II, 240–230 f.Kr., och Antigonos Doson, 230–221 f.Kr.), men gjordes dem stridigt genom de akeiska och de aitoliska förbunden, i vilka den grekiska nationen samlat sin sista motståndskraft. I nöd sökte grekerna hjälp av Rom, som med glädje begagnade tillfället att utsträcka sitt inflytande även till Grekland och Makedonien. Konung Filip III av Makedonien (en son till Demetrios II), som underskattade den från detta håll hotande faran och lättsinnigt inlät sig i krig med romarna, blev av konsuln Quinctius Flamininus i grunden slagen vid Kynoskefalai (197 f.Kr.), och hans son Perseus av Makedonien måste efter ett nytt nederlag efter slaget vid Pydna (168 f.Kr.), som fånge smycka den romerske fältherren Aemilius Paullus’ triumftåg.
År 146 f.Kr. förvandlades Makedonien till en romersk provins, Macedonia, som omfattade även Tessalien och en del av Illyrien.

### Den romerska provinsen Macedonia

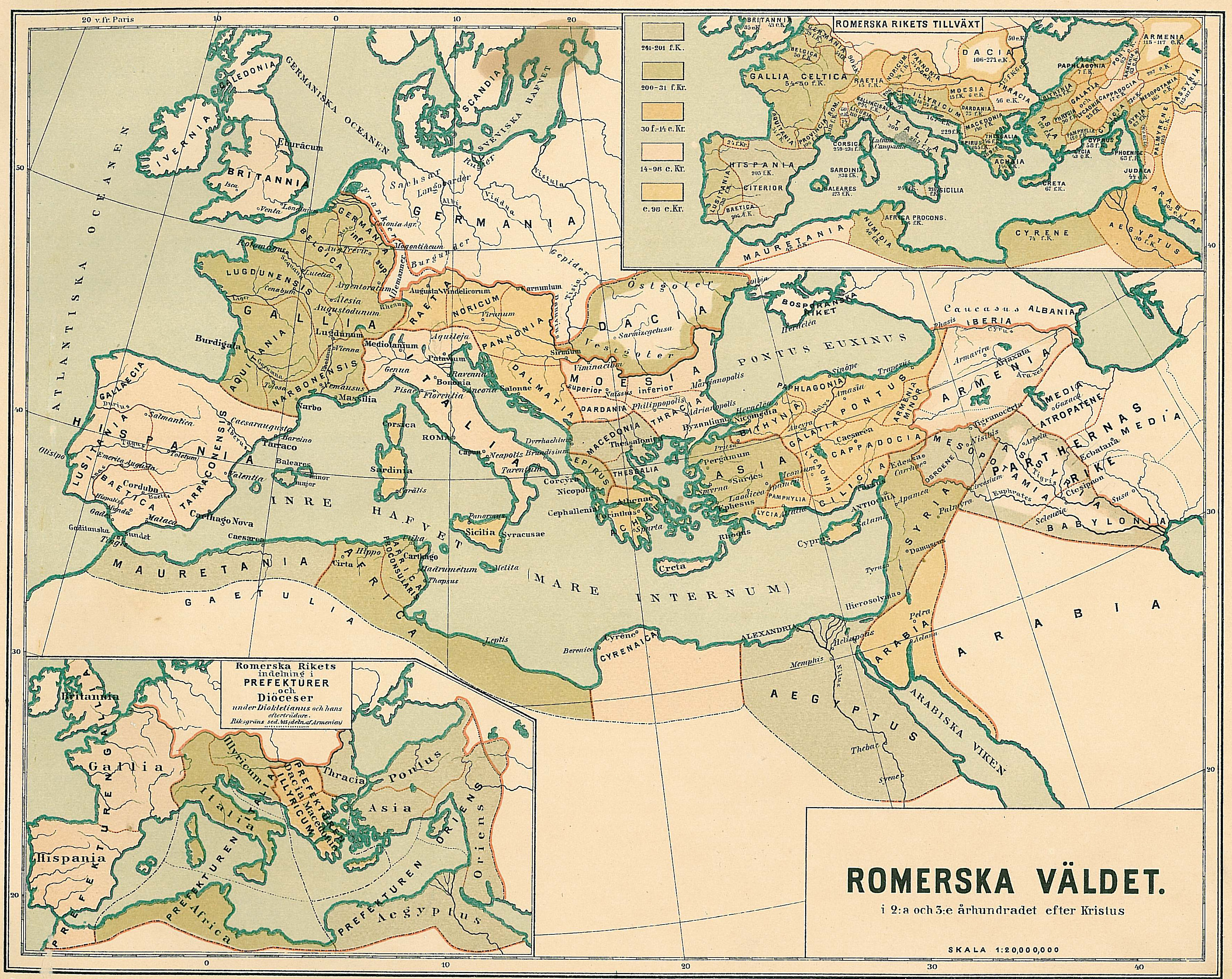
Macedonias utplacerad i romarriket kring år 200 samt 500.

Den makedonska självständigheten fick sitt slut i och med det romerska rikets tilltagande makt under 100-talet f.Kr. Filip V av Makedonien förde krig mot romarna vid två tillfällen under sin regeringstid (221–179 f.Kr.). Det första makedonska kriget (215–205 f.Kr.) var förhållandevis framgångsrikt för Makedonien, men romarna vann en slutgiltig seger i det andra makedonska kriget (200–197 f.Kr.). Även om Filip överlevde kriget, förlorade hans efterträdare Perseus (regeringstid 179–168 f.Kr.) det tredje makedonska kriget (171–168 f.Kr.). Makedonien var till en början uppdelat i fyra republiker innan det annekterades helt och hållet av Rom 146 f.Kr. och blev den första romerska provinsen, Macedonia. Provinsen motsvarande ungefär det nuvarande landet Nordmakedonien, sydvästra Bulgarien, provinsen Makedonien i Grekland samt den södra delen av Albanien.

### Medeltiden
I och med uppdelning av det romerska riket år 395, tillföll Makedonien Bysantinska riket. Thessaloniki och området runt Egeiska havet tillhörde den grekiska kultursfären.
Under 600- och 700-talen bosatte sig slaviska stammar i Makedonien, centrala antikens Grekland (Hellas), Thessalien och Peloponnessos och benämndes "sklaviner" av bysantinska historiker. Sklavinerna utgjorde majoritetsgruppen in det mesta av det makedonska inlandet, men vid kusterna och Thessalien och Peloponessos bodde även greker. Trots att sklavinerna deltog i ett antal anfall på Bysantinska riket, så respekterade man i allmänhet den bysantinske kejsarens auktoritet ändra fram till år 837 när större delen av Makedonien blev en del av Bulgarien av den bulgariske khanen Presian. Inga fler belägg för "sklavinerna" finns efter 837 eftersom dessa slaver assimilerades i den bulgariska kulturen, de övriga som bodde längs kusten och Chalkidike-halvön och Greklands inland inlemmades i den grekiska kulturen.
I slutet av 900-talet förvandlades Makedonien till Bulgariens politiska och kulturella centrum i samband med att den bysantinske kejsaren Basil II erövrade den östra delen av landet inklusive huvudstaden Preslav år 927. En ny huvudstad upprättades i Ohrid, som blev huvudsäte för det bulgariska patriarkatet. Efter flera decennier av nästan oavbrutet krig erövrades resten av Bulgarien det bysantinska riket 1018. Hela Makedonien inlemmades i det bysantinska som provinsen Bulgarien och det bulgariska patriarkatet blev reducerade till ett ärkebiskopssäte.
Bysantinskt herravälde över Makedonien upprätthölls under 1200- och 1300-talen med kortare perioder av bulgariskt eller serbiskt styre i norr. Den osmanska erövringen av de bysantinska besittningarna under första hälften av 1400-talet ledde till att området kom under osmansk kontroll, en ordning som skulle upprätthållas i över 500 år, samt skapandet av en avsevärd turkisk minoritet. Thessaloniki fick ta emot en stor judisk inflyttning efter att Spanien förvisade samtliga judar ur landet 1492.

### Judarna i Makedonien
Även om cirka 200 judar lever i republiken Makedonien i dag, kan den judiska närvaron i regionen Makedonien dateras till 500-talet före vår tideräkning
Efter det misslyckade judiska upproret 66–70 tvingades många judar för att fly undan förföljelser från Palestina och länderna som kontrollerades av Romarriket. Vissa valde att göra Makedonien till sitt hem.
Den största inflyttningen av judar till Makedonien var under inkvisitionen då sefardiska judar kom, främst från Spanien och Portugal. I städer som Salonika, Bitola, Štip, Skopje, Drama, Kavala och Seres levde judarna fridfullt med den övriga befolkningen och var framgångsrika i handel, medicin och juridik.
Det fanns judar som emigrerade från Solun till USA under 1800-talet för att slippa göra militärtjänst i Osmanska riket. Mer än 90 000 judar bodde i Makedonien 1910. Solun hade över 50 synagogor och den största judiska befolkningen. Sabbaten respekterades av icke-judar.
Då Grekland erövrade Solun 1912 tvingades judarna att bosätta sig i vissa stadsdelar. Detta medförde ytterligare massutflyttning till USA och andra europeiska länder. Även efter massutflyttningen levde över 100 000 judar kvar i Makedonien. Den relativt lugna atmosfären ändrades då Bulgarien invaderade Makedonien 1941 vilket medförde segregation, raslagar och judehat. Judarna tvingades att bära gula stjärnor för identifikation. Den judiska tidningen Messageroen i Solun stängdes. En majoritet av judarna hade 1943 antingen blivit dödade eller arresterade och deporterades till koncentrationslägren Auschwitz och Treblinka i Polen av Nazisterna. Över 50 000 judar dödades bara från Solun.
Bulgarien deporterade endast de makedoniska judarna till förintelselägren medan de judar som var från Bulgarien skonades.
De överlevande judarna i Solun och övriga Makedonien, hade varit med i motståndsrörelsen mot ockupationen eller gömts bland de ortodoxa kristna, emigrerade till Israel efter 1945. Få judar återvände. Majoriteten av de nu 190 kända judarna i Makedonien bor i Skopje där det finns en synagoga. Den judiska gemenskapen har förlorat många av sina traditioner och många unga judar flyttar till andra länder.
Den fortsatta assimilationen till ortodoxa kristna som blev allt vanligare efter andra världskriget fortsätter och är den huvudsakliga orsaken till den minskande befolkningen inom den judiska gemenskapen.

### Nationellt uppvaknande

#### Osmanska Makedoniens befolkning
I Makedonien som var en del av Rumelien på södra balkanhalvön under det Osmanska riket benämndes makedonierna och de andra slavisktalande folkgrupperna för bolgarer. Grekerna kallade sig för rumi i betydelsen romare. Den romansktalande befolkningen benämns vlacher eller arumäner som också betyder romare. 
Romerna kallas för, cigani och gjupci eller egjupci som betyder egyptier. Av makedonierna kallades gegisk- och toskisktalande albaner för shiptari samt arnauter, arnauti av turkarna som själva kallades osmaner. Judarna som företrädesvis fanns i Saloniki talade den spanska dialekten ladino. Den övervägande delen av befolkningen var makedonier och levde på den underutvecklade landsbygden. I de förhållandevis små städerna levde den politiska härskarklassen och de bildade som kallades för turkar om de var muslimer och greker om de var ortodoxa kristna.

#### Hierokratiskt styre
Det muslimska Osmanska riket var ett feodalt och hierokratiskt samhälle som delade in invånarna i religiösa grupper enligt milletsystemet. Efter att sultanen Mustafa III avskaffat Ärkebiskopsdömet i Ohrid 1767 styrdes de ortodoxa kristna i Makedonien politiskt, socialt och kulturellt av Patriarken av Konstantinopel som bara ansvarade inför Höga porten. Ryssland vara de ortodoxt kristnas beskyddare fram till Parisfreden (1856). Fanarioterna, som var av blandat etniskt ursprung, var den samhällsklass som i sultanen tjänst skötte administrationen av de kristna. Alla ortodoxa kristna oberoende av språklig och etnisk bakgrund tillhörde ”Rum millet” fram till 1870.

#### Orientalisk nationalism
I motsats till den västerländska nationalismen, där religionen är underordnad etniskt ursprung, var det direkt religionstillhörigheten som bestämde individens nationalitet enligt den orientaliska föreställningen i det osmanska riket. Benämningen turkar avsåg alla muslimer och de ortodoxa kristna kallades rum. Patriarken av Konstantinopel och fanaroiterna som hamnat under grekiskt inflytande gynnade hellenismen och rum kom att betyda både kristen och grek. Grek var också benämningen på en bildad person. På grekiska benämndes den obildade bondebefolkningen för vulgaros. Bulgar eller bolgar avsåg en slavisktalande ortodox kristen och den ryska tsaren och rysk-ortodoxa kyrkan kallade sig bulgarisk.

### Delningen av Makedonien

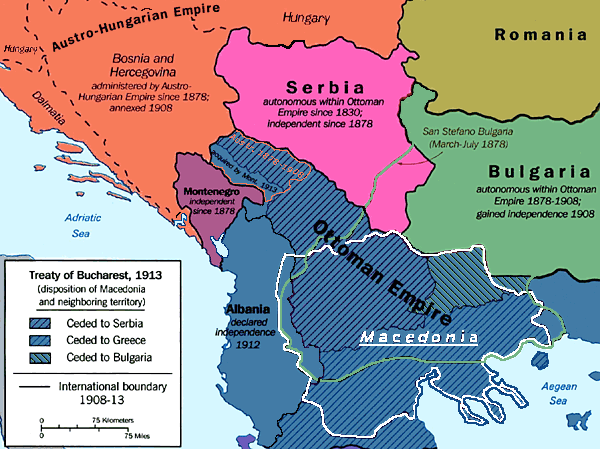
Uppdelningen av Makedonien 1913

Efter att Grekland, Serbien och Bulgarien åter blivit självständiga stater på 1800-talet, hade samtliga av dessas regeringar nationalistiska ambitioner på Makedonien. Under 1890- och 1900-talen bildades beväpnade grupper som slogs såväl inbördes som mot turkarna. Den viktigaste av dessa var den VMRO som under ledning av Goce Delchev startade Ilindenupproret 1903. Diplomatiska interventioner från europeiska stater ledde till planer på upprättandet av ett autonomt Makedonien under osmanskt styre.
En makedonsk fråga uppstod först med den omstöpning av Balkanhalvöns politiska förhållanden som blev en följd av 1877–78 års rysk-turkiska krig. Genom freden i San Stefano 1878 lades Makedonien (utom Saloniki och halvön Chalkidike) till det nybildade furstendömet Bulgarien, men Berlintraktaten samma år återförde det under turkiskt välde; Makedoniens förvärvande ingick sedan dess i den bulgariska nationalismens program. De reformer som Berlintraktatens §23 utfäste åt "Europeiska Turkiets kristna undersåtar" stannade på pappret, och de oförändrade sociala och ekonomiska missförhållandena, förtrycket från de turkiska ämbetsmännen, storgodsägarna och gendarmerna - i Makedoniens västliga delar även från albanska rövarband - kändes hårdare efter grannländernas frigörelse och skapade en gynnsam jordmån för politisk agitation från dessas sida. På grund av folkblandningen kom den makedonska rörelsen emellertid att få en dubbel karaktär, på samma gång riktad mot turkarna och innebärande en skarp rivalitet mellan de olika kristna Balkanfolken. Till de nationella motsättningarna kom dessutom de kyrkliga, särskilt tillspetsade mellan anhängarna av det grekiska patriarkatet, som länge varit allenarådande bland Balkanhalvöns ortodoxa kristna, och det 1870 inrättade bulgariska exarkatet, men även av betydelse med hänsyn till serber och rumäner, av vilka de senare 1915 lyckades uppnå sultanens erkännande av en särskild kyrklig organisation i Makedonien.
Bulgarerna var från början de mest aktiva i den nationella agitationen, men begagnade först – särskilt så länge Stambolov höll de revolutionära elementen i tukt (hans mord 1895 skedde från dylikt håll) – i likhet med de andra rivaliserande nationerna företrädesvis fredliga medel, i det de inrättade skolor och utverkade upprättandet av bulgariska biskopsstolar i Makedonien (sju stycken under åren 1891–98). Emellertid bildades såväl i Makedonien som i Bulgarien agitationskommittéer, vilka – dels i samverkan, dels i inbördes kamp – tillgrep revolutionära medel, förbindande de gamla Balkanrövarnas stridstaktik med moderna anarkistiska förstörelsemetoder. Deras till väpnade band sammanslutna medlemmar (komiladjis) förövade mord, bombattentat och penningutpressningar samt företog lokala resningar i Makedonien och väpnade infall från Bulgarien (det första planmässiga infallsförsöket utfördes 1895 av löjtnant Boris Sarafov, president i den "yttre kommittén" i Sofia). De terroriserade i lika hög grad Makedoniens kristna invånare av annan etnisk tillhörghet och turkarna, och från dessa håll uppstod liknande rörelser med motsvarande våldsdåd.
Från hösten 1902 var Makedonien skådeplatsen för ett formligt inbördeskrig, och repressalierna från turkisk sida hotade 1903 att framkalla krig mellan Bulgarien och Turkiet. Den tilltagande anarkin tvingade slutligen stormakterna att ingripa. Österrike och Ryssland, vilka sedan 1897 stod i samförstånd beträffande sin Balkanpolitik, började 1902 utöva påtryckningar och utarbetade i oktober 1903 ett formligt reformprogram ("Mürzsteg-programmet"), vilket Turkiet efter åtskilligt motstånd i huvudsak accepterade. Vid sidan av den 1902 till generalinspektör över de tre makedonska vilajeten utnämnde Hilmi pascha ställdes en rysk och en österrikisk "civilagent", och gendarmeriets reorganisation (påbörjad redan tidigare på året med biträde av några utländska officerare, varibland en svensk) uppdrogs åt en europeisk general (först italienaren de Giorgis, 1904–07) med biträde av ett betydande antal officerare från de olika stormakterna. Den finansiella oredan framkallade 1905 en utvidgning av reformprogrammet, i det att vid de båda civilagenternas sida placerades fyra "finansråd", utsedda av de övriga stormakterna; Turkiets samtycke måste framtvingas genom en av stormakterna (utom Tyskland) företagen gemensam flottdemonstration i slutet av året. De revolutionära bandens illgärningar fortsatte emellertid utan synnerlig avmattning under ett förbittrat gerillakrig såväl mellan de olika nationerna som mellan motsatta organisationer av samma stam (så mördades till exempel Sarafov 1907 på anstiftan av en för Makedoniens autonomi stämplande kommitté).
Från olika håll och i skilda syften framställdes projekt till de makedonska svårigheternas avhjälpande, utmynnande i ett vid konung Edvards av England och tsarens möte i Reval i juni 1908 skisserat utvidgat reformprojekt. Dess genomförande förekoms emellertid av den ungturkiska revolutionen, vilken i juli samma år utbröt just bland de i Makedonien förlagda turkiska trupperna, sannolikt i viss mån befordrad av harmen över den nationella smälek, som den främmande inblandningen i Makedonien innebar. Efter revolutionens seger lämnade stormakterna åt den nya regeringen att på egen hand söka införa ordnade förhållanden i Makedonien, deras gendarmeriofficerare entledigades från sitt uppdrag 1908 och den makedonska finanskommissionen upphörde 1909, varemot den utrustades med nya uppgifter gällande hela det turkiska riket. Mot oron i Makedonien ingrep den nya regeringen med kraft, och under 1910 genomfördes en avväpning av dess civila befolkning, hvarav följden bland annat blev en stark emigration till Bulgarien.

#### Balkankrigen
Grekland, Serbien och Bulgarien lade tidigare dispyter åt sidan under en kort period då alla tre staterna var allierade i första balkankriget 1912–13, som ledde till att de tre staterna delade upp Makedonien. Bulgariens andel av området reducerades dock av Grekland och Serbien med motiveringen att de hade erövrat det området medan den bulgariska armén hade invaderat Thrakien. Den territoriella konflikten utlöste det andra balkankriget och resulterade i att Bulgarien fick endast behålla sina besittningar i de östligaste delarna av Makedonien.

#### Första världskriget
Första världskriget och dess efterspel ledde till ett utbyte av befolkningar mellan Grekland och Turkiet. Det mesta av den turkiska minoriteten förflyttades från området och greker som tidigare bott i Anatolien och Thrakien flyttade till den Egeiska havskusten, vilket ledde till att särskilt områden vid den Egeiska havskusten blev klart dominerade av greker. Den del av nuvarande republiken Makedonien inlemmades med resten av Serbien i det som senare skulle bli Kungariket Jugoslavien. Det jugoslaviska Makedonien utsattes för en intensiv "serbienisering" under 1920- och 1930-talet.

#### Andra världskriget
Under andra världskriget ritades gränserna åter igen om, och det mesta av det jugoslaviska Makedonien och delar av det grekiska Makedonien annekterades av Bulgarien. Västra grekiska Makedonien ockuperades av Italien och de västra delarna av jugoslaviska Makedonien annekterades som en del av det ockuperade Albanien. Resten av grekiska Makedonien (inklusive kustområden) ockuperades av Nazityskland. En av de mest tragiska incidenterna under Förintelsen inträffade när 60 000 judar från Thessaloniki blev deporterade till dödsläger i det ockuperade Polen. Endast ett par tusen överlevde kriget.

##### Nationella befrielsekriget i Makedonien
Makedonien blev befriat 1944 av en koalition av jugoslaviska, grekiska och bulgariska kommunister och gränserna återställdes till de som gällt före kriget. I den jugoslaviska och bulgariska delen lugnade situationen ner sig, men det grekiska Makedonien blev härjat i det grekiska inbördeskriget, som bröt ut i december 1944 och varande ända till oktober 1949. Efter kriget flydde många av de som stridit för ELAS till det kommunistiska Jugoslavien (skyddade av Tito) och kallade sig "etniska Makedonier". Den grekiska regimen svarade med att beslagta motståndsmännens egendomar i Grekland.

### Makedonien efter andra världskriget

#### Vardarmakedonien
Den kommunistiske ledaren Josip Broz Tito skilde Makedonien från Serbien efter kriget. Istället blev det 1946 en republik i det nya federala Jugoslavien under namnet Socialistrepubliken Makedonien med huvudstad i Skopje. Tito befrämjade idén om ett självständigt Makedonien som ett sätt att skilja de makedonska slaverna från en känsla av tillhörighet med Bulgarien. Trots att skillnaden mellan makedonska och bulgariska är mycket liten lades stor tonvikt på att belysa de skillnader som fanns för att befrämja makedonsk nationalism. Kända historiska personligheter började benämnas som enbart makedonska (istället för serbiska eller bulgariska) och en egen makedonsk ortodox kyrka bildades ur den serbiska ortodoxa kyrkan. Kommunistpartiet motarbetade aktivt pro-bulgariska uttalanden och straffade dessa hårt; domar föll mot anklagade så sent som 1991.
Tito hade en rad motiv för sin politik. Först och främst önskade han minska det serbiska inflytandet inom Jugoslavien något som effektivt genomfördes genom att förvandla ett tidigare serbiskt område till en likvärdig part till Serbien. Vidare skulle framhållandet av olikheter mellan makedonska och bulgariska slaver förhindra att ett bulgariskt inflytande hotade enigheten in om det nya Jugoslavien. Och slutligen ville Tito legitimera jugoslaviska krav på resten av Makedonien med avsikt att "befria" regionen. Den tänkta "makedonska" staten skull kvarstå som en republik inom Jugoslavien och på så vis garantera tillgången till Egeiska havet.
Titos planer på Makedonien klarlades så tidigt som augusti 1944 då han i ett tal deklarerade att hans mål var att ena "samtliga delar av Makedonien, uppdelat 1915 och 1918 av balkanimperialister". För att uppnå detta öppnades förhandlingar med Bulgarien om en ny federal stat som också skulle inkludera Albanien, och ge stöd åt grekiska kommunister i grekiska inbördeskriget. Tanken med ett enande av hela Makedonien under kommunistiskt styre övergavs 1948 när kommunisterna förlorade i Grekland och Tito föll i onåd med Sovjetunionen och det prosovjetiska Bulgarien.

#### Egeiska Makedonien
På den grekiska sidan om gränsen betraktades slaverna som opålitliga femtekolonnare inom den grekiska staten. Existensen av en slavisk minoritet förnekades och kallades istället "slavisktalande greker" i folkräkningar och officiell statistik. Slaviska namn förbjöds och områden precis vid gränsen utsattes för hårda restriktioner med hänvisning till nationell säkerhet. Greker flyttades in i området för att göra området mer homogent. Många av de slaviska invånarna emigrerade (till stor del till Australien) efter officiella påtryckningar. Även om vissa lättnader skedde mellan 1959 och 1967 var restriktionerna från militärjuntan mycket hårda. Läget förbättrades gradvis efter att Grekland demokratiserades, men så sent som på 1990-talet anklagades Grekland av internationella människorättsorganisationer för att trakassera slaviska politiska aktivister. I resten av grekiska Makedonien skedde en snabb ekonomisk utveckling och området blev tidigt den mest framgångsrika delen i regionen. Kustområdena blev hårt exploaterade för att utveckla turistnäringen, i synnerhet på Chalkidike.

#### Pirinmakedonien

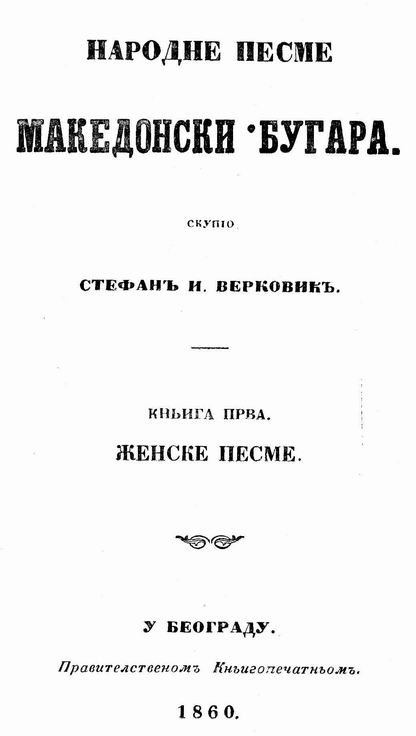
Framsidan av De makedonska bulgarernas sånger av Stefan Verković, första upplagan (1860).

Bulgarien accepterade till en början den en självständig makedonsk identitet, men endast under officiellt tryck med avsikt att befrämja planerna på en union mellan Bulgarien och Jugoslavien. Man hade kommit överens om att den bulgariska delen skulle inkluderas i det jugoslaviska Makedonien och befolkningen tvingades därför att definiera sig som makedonier i folkräkningen 1946. Detta skapade motsättningar och konflikt och många i den bulgariska delen av Makedonien blev fängslade. Efter Titos brytning med sovjetblocket övergavs dess planer och både den makedonska nationen och språket förnekades.
Makedonska historiker har efter 1940-talet gjort flera försök att hävda att många stora historiska personligheter som var verksamma i det bulgariska kulturella uppsvinget under 1800-talet var makedonska har lett till förbittring i Sofia. Bulgarien har upprepade gånger anklagat Nordmakedonien för att försöka "kapa" bulgariska nationalhjältar och symboler genom att redigera litterära texter och historiska dokument för att försöka påvisa mer distinkta skillnader mellan bulgariska och makedonska slaver före 1940-talet. Publikationen av folkvisesamlingar som "De makedonska bulgarernas sånger" av den serbiske arkeologen Stefan Verković under de tillgjort politiskt korrekta titlarna "Samling" och "Makedonska folkvisor" används ofta som exempel på dessa försök till att vinkla historieskrivningen. Frågan har försvårat relationerna mellan Bulgarien och Jugoslavien och senare republiken Nordmakedonien i flera decennier.

### Republiken Makedoniens självständighet
Kiro Gligorov, Republiken Makedoniens president, såg till att hålla sin republik utanför Jugoslavienkriget under 1990-talet. Den makedoniska republikens tillkomst hade förverkligats med hjälp av aktivt stöd från det jugoslaviska statsbygget och kommunistpartiet. När båda dessa började kollapsa tillät och uppmuntrade de makedoniska myndigheterna värnandet av den makedoniska identiteten mer än förut. Även krav från makedonska nationalister på en återförening av hela dem makedoniska regionen i en stat tolererades. Makedoniska albaner var otillfredsställda över att deras nationella rättigheter skulle kunna urholkas jämte en självsäkrare makedonisk nationalism. Vissa serbiska nationalister förespråkade att landet skulle införlivas med Serbien, även om det i praktiken var otänkbart.
Under den jugoslaviska federationens sammanbrott hölls en folkomröstning om självständighet 1991 vilket fick stöd från en överväldigande majoritet av befolkningen, även om den till stor del bojkottades av etniska albaner. Landet utträdde fredligt ur den Jugoslaviska federationen och utropade sig som den självständiga republiken Makedonien. Bulgarien blev det första landet som officiellt erkände republiken Makedonien under februari 1992. Den nya Makedoniska konstitutionen trädde i kraft den 20 november 1991 och föreskriver ett statsskick baserat på parlamentarisk demokrati. Kiro Gligorov blev den första presidenten i den nya staten, han efterträddes av Boris Trajkovski.

### FYROM och Grekland
Grekiska nationalister har under många år retat sig på att de slavisktalande makedonierna har tillägnat sig makedonska symboler som de anser vara genuint grekiska. Den irritationen eldade på uppfattningen att makedonierna är en "illojal" minoritet som hade uppstått i samband med inbördeskriget i Grekland. Den nybildade republiken Makedoniens status blev en het politiska fråga i Grekland med stora demonstrationer i Aten och Thessaloniki under 1992 under parollen "Makedonien är grekiskt". Den grekiska regeringen överlämnade en formell protest som motsatte sig att man använde namnet Makedonien i någon form och användandet av symboler som Verginasolen.
Konflikten var inte enbart nationalistisk utan var beroende även av inrikespolitiska frågar i Grekland. De två ledande partierna, det regerande konservativa Ny demokrati under Konstantin Mitsotakis och det vänsterinriktade PASOK under Andreas Papandreou piskade upp den nationalistiska stämningen genom att använda frågan som slagträ i den politiska maktkampen. Frågan komplicerades ytterligare av att Ny demokrati var splittrat; Mitsotakis förespråkade en kompromisslösning, medan utrikesministern Adonis Samaras drev en mycket hårdare linje. Konflikt uppstod till slut medan de båda och Samaras avskedades och Mitsotakis övertog själv hans ministerpost. Han misslyckades med att nå en överenskommelse i den makedonska frågan trots försök från Förenta nationerna att medla, och tvingades bort från makten i oktober 1993, till största del på grund av sin hantering av konflikten.
Efter att PASOK med Papandreou vunnit valet i oktober 1993, återupptogs en hårdför linje i den makedonska frågan. Republiken Makedonien blev medlem i FN under den tillfälliga benämningen Former Yugoslav Republic of Macedonia ("före detta Jugoslaviska Republiken Makedonien", förkortat FYROM). USA och Europeiska unionen erkände dem makedonska staten vilket utlöste stora demonstrationer i Grekland mot vad som sågs som ett svek från Greklands allierade. Papandreou tog parti för demonstrationerna och uppmuntrade dem aktivt, något som ökade hans popularitet väsentligt, samtidigt som en allt hårdare linje drevs. I februari 1994 infördes ett totalt embargo mot republiken Makedonien, med undantag för mat och medicin. Inverkan på den makedonska ekonomin var förödande. Blockaden hade ett högt politiskt pris för Grekland, som blev hårt kritiserat i internationella sammanhang för att öka spänningarna på Balkan. Europeiska kommissionen drog Grekland inför Europeiska unionens domstol i ett försök att upphäva embargot.
Politiskt tryck, både inrikes och utrikes, ledde slutligen till en tillfällig lösning. Ett "interimsavtal" skrevs under av de två länderna i september 1995 medlat av FN speciella sändebud Cyrus Vance. Republiken Makedoniens parlament gjorde ett tillägg i konstitutionen där det tydligt framgår att staten inte har några territoriella anspråk på övriga områden inom regionen Makedonien och den av parlamentet fastställda officiella flaggan med Verginasolen ändrades med ett presidentdekret. I utbyte hävde Grekland embargot.
2009 skrev över 200 akademiker och experter på antikens historia under ett brev till USA:s president Barack Obama där de krävde en lösning på den makedonska namnkonflikten. De gav i brevet den grekiska sidan i princip helt rätt, och hävdade att något annat vore historieförfalskning.
I juni 2018 skrev ländernas premiärministrar under Prespaavtalet, som innebar att Makedonien bytte namn till Nordmakedonien. Innan avtalet trädde i kraft behövde det godkännas i båda ländernas parlament. Efter en folkomröstning i september där valdeltagandet var under 40% där majoriteten av befolkningen bojkottat omröstningen för att visa sitt missnöje mot parlamentet och namnändring, så godkändes det av Makedoniens parlament 19 oktober 2018. Det grekiska parlamentet godkände 25 januari 2019 namnbytet till Nordmakedonien. Enligt överenskommelsen tillåts landets invånare dock att kalla sig själva makedonier och sitt språk makedonska.

### Republiken Makedonien och Bulgarien
Antalet makedonier i Bulgarien är kontroversiellt. Folkräkningarna 1946 och 1956 visade 200 000 respektive 187 000 makedonier koncentrerat till Pirinmakedonien medan folkräkningen 2001 endast angav 5 071, mestadels utanför Pirinmakedonien. Bulgarien blev det första landet som officiellt erkände republiken Makedonien under februari 1992 men vägrade att erkänna den makedonska nationen eller det makedonska språket. Bulgarien hoppades på att en självständig makedonisk republik med ett minskat serbiskt inflytande skulle leda till en "återbulgarisering" av invånarna.
Bulgariska regeringar har efter 1956 fortsatt att upprätthållit en policy att inte erkänna makedonierna som en distinkt etnisk folkgrupp. Dock erkände Bulgarien makedonskan som republiken Makedoniens officiella språk den 22 februari 1999 men med förbehållet att språket inte finns i Bulgarien.
Det finns upprepade klagomål på trakasserier av makedoniska aktivister under 1990-talet. Den makedonska separatistorganisationen OMO Ilindens försök att hedra minnet av revolutionären Jane Sandanski genom manifestationer vid hans grav har hindrats av bulgarisk polis. Ett antal incidenter där OMO Ilinden-aktivister har blivit attackerade av anhängare till det probulgariska nationalistpartiet VMRO-BND och Ataka har rapporterats. Efter att den bulgariska valkommittén 1999 godkände registreringen av partiet OMO Ilinden - PIRIN (Obideneta Makedonska Organizacija "Ilinden" - Partija za Ekonomski (Ikonomičeski) Razvoj i Integracija na Naselenieto), som inte har separatism i sitt partiprogram, upphörde de flesta aktiviteterna i ursprungsorganisationen. OMO Ilinden – PIRIN som fick fem representanter invalda i kommunalvalet 1999 blev den 29 februari 2000 av konstitutionsdomstolen i Bulgarien förklarat som okonstitutionellt och förbjöds åter igen. Europeiska unionens domstol och fler internationella organisationer som EBLUL, Civil Rights Defenders och Europeiska fria alliansen har fält utslag i partiets favör och uppmanar Bulgarien att åter legalisera OMO Ilinden - PIRIN men partiet är fortfarande illegalt och får inte arbeta politiskt eller delta i allmänna val.
Trakasseri av den pro-bulgariska organisationen 'Radko' rapporterades i Makedonien under 2000 då några ungdomar attackerade organisationens konferens i Skopje med rökbomber vilket ledde till att förvirring och panik utbröt. Den makedonska konstitutionsdomstolen förbjöd 'Radko' med motiveringen att föreningens stadgar uppmanade eller uppmuntrade till avskaffande av den makedonska staten med våld, vilket därmed leder till skapande av nationellt och religiöst hat och intolerans. Organisationen har fortsatt sina aktiviteter, men mest genom kulturverksamhet.
'Radko' publicerade böcker som ifrågasatte den officiella makedonska synen på en klart definierad makedonsk identitet, med anor i Alexander den stores antika Makedonien. 2001 gav 'Radko' ut bröderna Dimitar och Konstantin Miladinovs samling av makedoniska folksånger med originaltiteln 'Bulgariska folksånger'. Först utgåvan trycktes i Zagreb 1861. Boken hade tidigare getts ut i Makedonien med titeln 'Folksånger'. Publiceringen ledde till en våg av andra utgivningar; bland dessa den grekiske biskopen av Kastorias memoarer, där han berättar om den grekiska och bulgariska kyrkans kamp om Makedonien i början av 1900-talet, samt Carnegiekommissionens rapport som klargjorde orsakerna och händelseförloppet till balkankrigen 1913 och krigets konsekvenser. Ingen av dessa benämnde den slavisktalande befolkningen i Makedonien som makedonsk utan som bulgarisk. Skandalen efter publiceringen av 'Bulgariska folksånger' ledde till att den makedonske kulturministern Dimitar Dimitrov avskedades.
Bulgarien började 2000 ge medborgarskap till personer som tillhör den bulgariska minoriteten i en rad länder. De flesta sökande var makedonska medborgare. Fram till maj 2004 hade 14 000 makedonier sökt bulgariskt medborgarskap med motivering att de hade bulgariska anor och 4 000 av dessa har redan beviljats medborgarskap. I juni 2004 rapporterade den makedonska statstelevisionen att i de östra delarna av Makedonien hade minst en medlem i vart fjärde hushåll ansökt eller fått bulgariskt pass. Huvudanledningen till att makedonierna söker bulgariska pass är att Bulgarien är med i EU. På detta sätt kan makedonierna via bulgariska pass fritt söka arbete i andra EU-länder.